# Pléven
Pléven is een plaats en voormalige gemeente in het Franse departement Côtes-d'Armor in de regio Bretagne. en telt 597 inwoners (2005). De plaats maakt deel uit van het arrondissement Dinan.
In Pléven staat het Herenhuis van Vaumadeuc.

## Geschiedenis
Op 1 januari 2025 is de gemeente gefuseerd met Pluduno tot de commune nouvelle Val-d'Arguenon.

## Geografie
De oppervlakte van Pléven bedraagt 9,8 km², de bevolkingsdichtheid is 60,9 inwoners per km².
De onderstaande kaart toont de ligging van Pléven met de belangrijkste infrastructuur en aangrenzende gemeenten.

## Demografie
Onderstaande figuur toont het verloop van het inwonertal.